# Poromya houbricki
Poromya houbricki is een tweekleppigensoort uit de familie van de Poromyidae. De wetenschappelijke naam van de soort is voor het eerst geldig gepubliceerd in 1989 door F. R. Bernard.